# Ясер Касім
Ясер Касім (араб. ياسر قاسم, нар. 10 травня 1991, Багдад) — іракський футболіст, півзахисник клубу «Свіндон Таун» і національної збірної Іраку.

## Клубна кар'єра
У дорослому футболі дебютував 2010 року виступами за команду клубу «Брайтон енд Гоув», в якій провів три сезони, взявши, проте, участь лише в одному матчі чемпіонату. Натомість протягом 2012-2013 років грав на умовах оренди за «Лутон Таун» та «Маклсфілд Таун».
До складу клубу «Свіндон Таун» приєднався 2013 року. Відтоді встиг відіграти за команду з Свіндона 56 матчів в національному чемпіонаті.

## Виступи за збірні
У 2012 році залучався до складу молодіжної збірної Іраку. На молодіжному рівні зіграв в одному офіційному матчі.
У 2014 році дебютував в офіційних матчах у складі національної збірної Іраку. Наразі провів у формі головної команди країни 8 матчів, забивши 2 голи.
У складі збірної був учасником кубка Азії з футболу 2015 року в Австралії.